# The Vanishing Shadow
Pour plus de détails, voir Fiche technique et Distribution.
The Vanishing Shadow est un serial américain de science-fiction réalisé par Lew Landers, sorti en 1934.

## Synopsis
Stanley Stanfield est l'inventeur du Vanishing Ray, un appareil portable qui, lorsqu'il est activé, ne laisse que l'ombre de l'utilisateur visible. Après avoir rencontré un collègue scientifique, Carl Van Dorn, un prototype de ce rayon est construit. Stanley a l'intention de vendre des obligations pour financer son invention, qu'il a hérité de son défunt père, l'éditeur et rédacteur en chef du journal local Tribune. L'agent de change qu'il rencontre est corrompu par Wade Barnett, l'homme d'affaires qui a poursuivi le père de Stanley jusqu'à sur son lit de mort. Barnett veut les obligations et est prêt à tout pour les acquérir. Un conflit s'ensuit entre Stanley et Barnett au cours des 12 chapitres de la série. 
Entre-temps, la nouvelle petite amie de Stanley, Gloria Grant, est en réalité Gloria Barnett, la fille de son ennemi juré dont il est séparé. Ni le héros ni le méchant ne veulent que Gloria soit blessée et doivent contourner ce motif dans leur lutte incessante. Dorgan, un ami de Barnett, est mécontent de devoir se retenir pour protéger Gloria. Il finit par capturer Stanley et Gloria, mais fait chanter son patron pour assurer sa sécurité. Barnett arrive avec l'argent de la rançon et la police, mais il est abattu dans le combat qui s'ensuit. Avant de mourir, il fait la paix avec sa fille. 
Gloria et Stanley se marient enfin et reprennent la direction du Tribune.

## Fiche technique
- Réalisation : James Durkin
- Scénario : Basil Dickey, George Morgan, Ella O'Neill et Het Mannheim
- Producteur : Henry MacRae
- Photographie : Richard Fryer
- Musique : Edward Ward
- Distributeur : Universal Pictures
- Durée : 12 épisodes (242 minutes)
- Date de sortie :
  - États-Unis : 23 avril 1934

## Distribution
- Onslow Stevens : Stanley Stanfield
- Ada Ince : Gloria Grant
- James Durkin : Carl Van Dorn
- Walter Miller : Ward Barnett
- Richard Cramer : Dorgan
- Edmund Cobb :  Kent
- Monte Montague :  Badger
- Al Ferguson :  Stroud
- Sidney Bracey : Denny
- J. Frank Glendon : John Cadwell
- William Desmond : Editor MacDonald
- Beulah Hutton : Sal
- Tom London : un policier

## Titres des chapitres
1. Accused of Murder
2. The Destroying Ray
3. The Avalanche
4. Trapped
5. Hurled from the Sky
6. Chain Lightning
7. The Tragic Crash
8. The Shadow of Death
9. Blazing Bulkheads
10. The Iron Death
11. The Juggernaut
12. Retribution

Source: